# Acomys nesiotes
Acomys nesiotes is een knaagdier uit het geslacht der stekelmuizen (Acomys) dat voorkomt op Cyprus.

## Verwantschap
Deze soort behoort tot het ondergeslacht Acomys en is daarbinnen verwant aan de Egyptische stekelmuis (A. cahirinus); mogelijk is de Cypriotische soort, net als de Kretenzische stekelmuis (A. minous) en de Turkse A. cilicicus, slechts een geïntroduceerde populatie van de Egyptische stekelmuis. Het karyotype bedraagt 2n=38.